# 스핑고지질

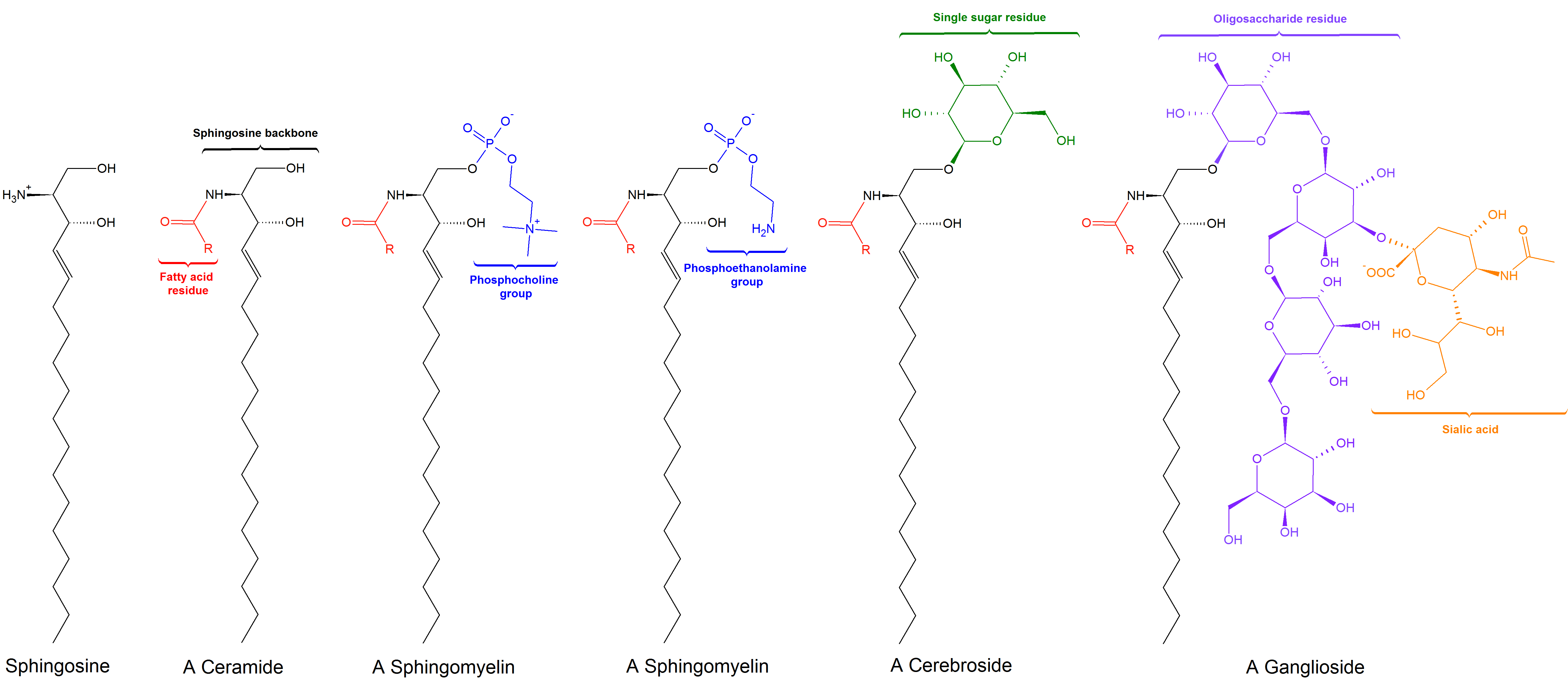
일반 구조

스핑고지질(영어: sphingolipid)은 스핑고신을 가지고 있는 지질이다.